# Forbrugeraftaleloven
Forbrugeraftaleloven eller Dørsalgsloven, egentlig Lov om visse forbrugeraftaler, er en dansk lov, der regulerer erhvervsvirksomheders fjernsalg til private forbrugere, også kaldet dørsalg. Loven blev senest revideret i 2004.
Loven fastslår, at erhvervsdrivende ikke må henvende sig uopfordret personligt eller telefonisk med henblik på at sælge varer. Undtaget er dog salg af bøger, forsikringer, samt abonnementer på aviser, tidsskrifter og redningstjenester. Hvis en forbruger køber en vare hos en erhvervsdrivende, der ikke sælger pågældende varer, er aftalen ikke bindende.